# Lilla Cabot Perry
Lilla Cabot Perry (Boston, 13 de janeiro de 1848 – Hancock, 28 de fevereiro de 1933) foi uma pintora, poeta, tradutora e escritora impressionista norte-americana. 
Retratando paisagens e retratos pessoais, Lilla adotou um estilo mais livre do que aquele usado por seu mentor, Claude Monet. Lilla foi uma grande defensora e difusora do Impressionismo nos Estados Unidos, o que contribuiu para sua recepção no continente. Seus primeiros trabalhos eram resultado do que aprendeu na Escola de Artes de Boston, com inspiração em outros artistas e em suas viagens à Europa e ao Japão. Teve grande influência de Ralph Waldo Emerson e de sua amiga Camille Pissarro. Até os 36 anos, Lilla não teve instrução formal em artes e seu trabalho foi influenciado pelos movimentos artísticos, como o Impressionismo, Realismo, Simbolismo e o estilo alemão.

## Biografia
Lydia (Lilla) Cabot nasceu em 13 de janeiro de 1848, em Boston. Seu pai foi o proeminente cirurgião Samuel Cabot III. Sua mãe era Hannah Lowell Jackson Cabot. Era a mais velha de oito crianças, sendo que seus irmãos mais famosos foram Samuel Cabot IV (b. 1850), químico e fundador da Valspar's Cabot Stains; Dr. Arthur Tracy Cabot (b. 1852), cirurgião e Godfrey Lowell Cabot (b. 1861), fundador da Corporação Cabot.
Sua família era proeminente na sociedade de Boston, com amigos e conhecidos que incluíam Louisa May Alcott, Ralph Waldo Emerson e James Russell Lowell. Sua mãe respeitava o espírito livre e independente da filha. Sua prima Mabel era uma companhia constante. Por seu pai e pela família da mãe, ela tinha privilégios como o de frequentar o Ateneu de Boston.
Lilla estudou literatura, linguística, poesia, música e teve aulas informais de desenho com amigos. Quando criança, adorava ler livros e brincar ao ar livre. Tinha 13 anos quando a Guerra de Secessão começou. Seu pais eram fervorosos abolicionistas e tiveram papel importante nos esforços de guerra, fornecendo cuidado para soldados feridos e ajudando a proteger e esconder escravos fugidos. Quando tinha 17 anos, a guerra acabou e a família se mudou para Canton, Massachusetts, onde seus interesses por paisagens e natureza. Foi com os pais para a Europa, em 1867, onde estudou pintura.

## Casamento

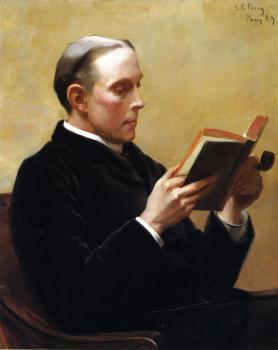
Seu marido Thomas Sergeant Perry, 1889

Em 9 de abril de 1874, Lilla casou-se com Thomas Sergeant Perry, linguista formado em Harvard, cujo avô foi Matthew C. Perry, comodoro da Marinha dos Estados Unidos. O casal teve três filhos, Margaret (1876), Edith (1880) e Alice (1884).

## Formação
Seu primeiro trabalho foi o quadro Portrait of an Infant, datado de 1877-1878, que mostra o tema que ocuparia vários de seus quadros ao longo da carreira, as crianças.

### Boston
Em 1884, Lilla começou sua instrução formal em pintura de retratos com Alfred Quinton Collins. Collins tinha cursado a Académie Julian, em Paris, sob a tutela de Léon Bonnat. O quadro de Lilla chamado The Beginner, c. 1885–86, é o primeiro trabalho sob sua tutela formal. The Beginner ecoa a influência de Collins com o fundo escuro e ênfase na luz dramática.
Em 1885, o pai de Lilla faleceu, deixando-a uma herança que a permitia estudar arte de maneira profissional. Em janeiro de 1886, ela iniciou seus estudos com Robert Vonnoh, um artista que trabalhou com o estilo en plein air impressionista, em Grez-Sur-Loing, na França. Teve aulas com Dennis Bunker, na Cowles Art School, em Boston a partir de novembro do mesmo ano. Ele ensinava a seus alunos as teorias liberais de criação do Realismo, as quais Lilla rapidamente correspondeu.

### Paris

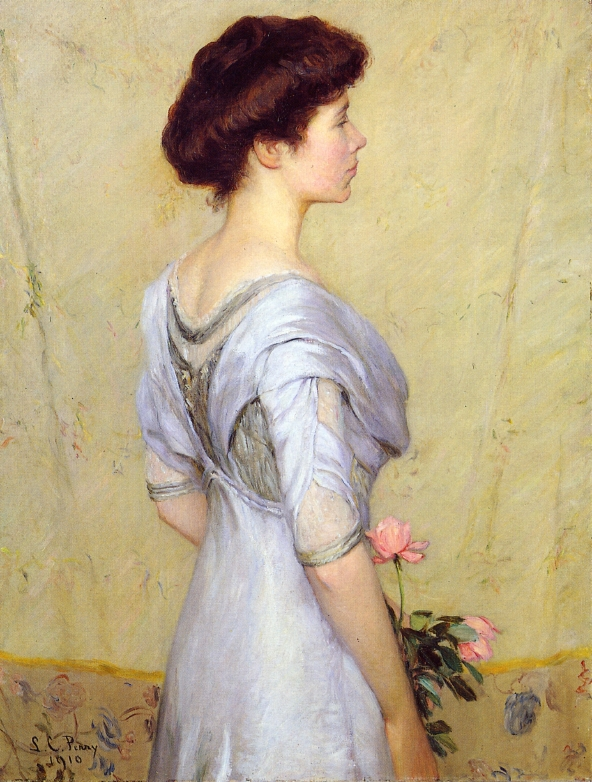
Lilla Cabot Perry - The Pink Rose

O presidente da Companhia Waltham Watch contratou Lilla para retratar suas três filhas. Lilla ganhou o suficiente para viajar de primeira classe para a Europa em junho de 1887. A família Perry se mudou para Paris no mesmo ano. Lilla entrou para a Académie Colarossi, onde ela trabalhou com Gustave Courtois e Joseph Blanc. Estudou também com Felix Borchardt, um pintor alemão. Enquanto recebia a instrução formal, Lilla passou bastante tempo estudando em museus os antigos mestres na companhia de Bernard Berenson, crítico de arte e amigo de seu marido. Viajou também para a Espanha para copiar trabalhos do Museo del Prado. Seu quadro The Red Hat de 1888 fortemente reflete sua educação nessa época, com influências fortes de Sandro Botticelli.
Lilla viajou para Munique, em 1888, onde estudou o realismo socialista com o pintor alemão Fritz von Uhde. A maneira com quem manipulava os objetos e o uso das cores teve grande efeito na arte de Lilla. No outono de 1888, ela retornou a Paris e encorajada por Walter Gay, submeteu vários de seus quadros para a Société des Artistes Indépendants. Os quadros de seu marido e sua filha, Edith Perry, ambos de 1889, foram aceitos no Salão de Paris, o que deu início à sua carreira na França.
Seu sucesso em 1889 a fez ser admitida na escola de Alfred Stevens, em Paris, pintor conhecido por seu "interiores elegantes que caracterizam senhoras senhoras perdidas em seus devaneios". Foi em Paris que ela se tornou amiga de Mary Cassatt, Camille Pissarro e Claude Monet.

### Giverny
Em 1889, Lilla se deparou pela primeira vez com o trabalho de Monet, na Galeria de Georges Petit. Inspirada por seu trabalho, Lilla passou o próximo verão em Giverny, onde ele morava, para poder absorver o estilo impressionista. Entre 1889 e 1909, Lilla passou nove verões na cidade, onde ela pode se encontrar como artista e definir seu estilo. Foi em Giverny que ela firmou uma sólida amizade com Monet, cujo estilo de lidar com as cores e com a luz inspiraram fortemente seu trabalho. Trabalhou também com vários artistas norte-americanos que também foram a Giverny em busca de inspiração, como Theodore Robinson, John Breck, and Theodore Earl Butler.
Há uma diferença distinta entre seus trabalhos antes e depois de Giverny. É possível notar que ela abraça o impressionismo na forma como as pinceladas são dadas de maneira mais livre, na tentativa de apreender luz e cor. Ao invés de enrijecer o traço, ela deixa as pinceladas mais cruas, permitindo um ar vibrante nas formas, que não era eram vistos em trabalhos anteriores, com cores leves.
No outono de 1889, Lilla deixou Giverny e partiu em turnê pela Bélgica e pelos Países Baixos, retornando para Boston com a família em 1891.

### Retorno a Boston

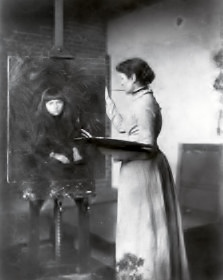
Lilla Cabot Perry em seu estúdio c. 1890

Sua carreira ganhou um novo rumo quando retornou a Boston. Ela não estava feliz em apenas pintar em um novo estilo adquirido enquanto estava no exterior. Mais que isso, ela estava decidida a buscar o verdadeiro significado da pintura na comunidade artística da cidade que não era muito receptiva ao impressionismo. Em 1890, Lilla ajudou a organizar a primeira exibição pública de paisagens em St. Botolph of Breck.
Lilla ganhou a medalha de prata na exibição de 1892 da Massachusetts Charitable Mechanic Association. Em 1893, Lilla foi escolhida para representar o estado de Massachusetts na World's Columbian Exposition, em Chicago, Illinois. Lilla teve sete trabalhos exibidos, que variavam em estilos.
Em 1894, ela teve seus quadros exibidos em Boston, no St. Botolph Club, com vários outros artistas, incluindo Edmund C. Tarbell (1862–1938), Phillip Leslie Hale (1865–1931), Theodore Wendel (1859–1932), Frederick Porter Vinton (1846–1911) e Dawson Dawson-Watson. Esta exibição não apenas revelou que seu trabalho estava finalmente sendo aceito no país, como também provou que o impressionismo estava sendo aceito como arte fora da Europa. Lilla também foi a responsável pela exibição de vários trabalhos de Monet na Associação de Estudantes de Artes de Boston no mesmo ano.
Entre 1894 e 1897, Lilla ganhou reconhecimento internacional. Não apenas exibiu seus trabalhos em Boston, como regularmente os exibia na Société Nationale des Beaux-Arts no Salon de Champ de Mars. Em 1887, outra exposição de suas obas ocorreu no St. Botolph Club, onde um crítico escreveu que seu trabalho era o mais absurdamente genuíno, uma pintora para ser levada a sério. Ao contrário de outras exibições, desta vez eram apenas as suas obras nas paredes.

### Japão

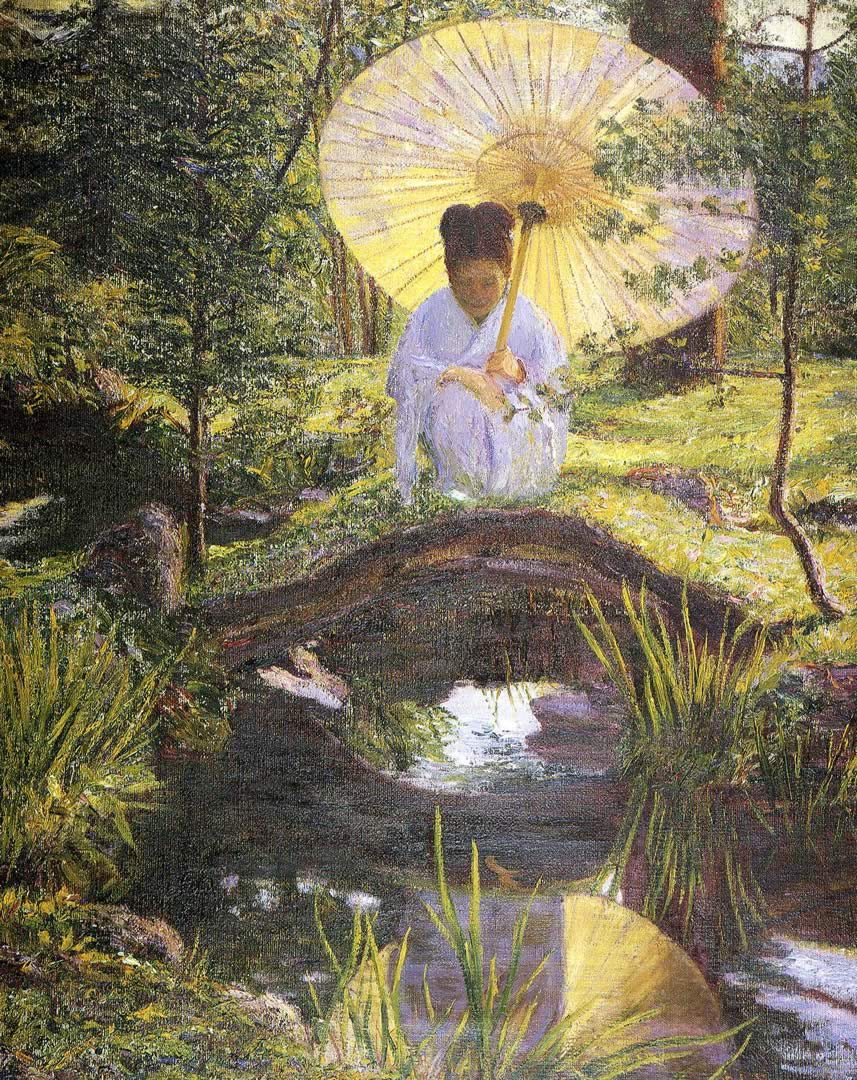
Lilla Cabot Perry, In a Japanese Garden, 1898-1901

Uma nova fonte de inspiração surgiu em sua vida quando seu marido recebeu um convite para lecionar língua inglesa no Japão, na Universidade Keio. Lá, ela conheceu Okakura Kakuzō, um dos fundadores da Escola Imperial de Artes. Por três anos, a família Perry morou no Japão e Lilla desfrutou cada momento com a comunidade artística. Em outubro de 1898, Lilla exibiu seus quadros em Tóquio, com o auxílio de Kakuzo e se tornou membro honorário da Associação de Arte Nippon Bijutsu-In. Seu envolvimento com o universo asiático teve grande influência em seu trabalho, tornando possível desenvolver um estilo único que trouxe da tradição ocidental, associada com a estética oriental. Seus quadros Meditation, Child in a Kimono e Young Girl with an Orange claramente mostram cenas vibrantes, resultado de sua estadia no Japão, no que resultou em mais de 80 quadros.

## Os últimos anos
Lilla publicou um livro de poesias em 1923, chamado "O Pote dos Sonhos", incluindo um poema que demonstra sua admiração pelo Japão e pela Nova Inglaterra:
O sol nasce e minha ameixeira sorri,
Encantando seu plumoso fardo no orvalho
Que todas suas flores possam brindar a Primavera!
Japão em fevereiro encanta
Mesmo meu coração saudoso em pensamentos de você,
Nova Inglaterra, sempre gelada e arrogante.
No mesmo ano, Lilla ficou gravemente doente com difteria, enquanto sua filha, Edith, teve um colapso mental e foi enviada para uma instituição privada, em Wellesley, Massachusetts. Lilla convalesceu na cama por dois anos, em Charleston, na Carolina do Sul, enquanto buscava inspiração em suas paisagens rurais, o que resultou em quadros como Road from Charleston to Savannah e A Field, Late Afternoon, Charleston, South Carolina. Por volta dessa época, ela encontrou em paisagens nevadas inspiração para quadros como A Snowy Monday (1926) e After First Snow (1926).

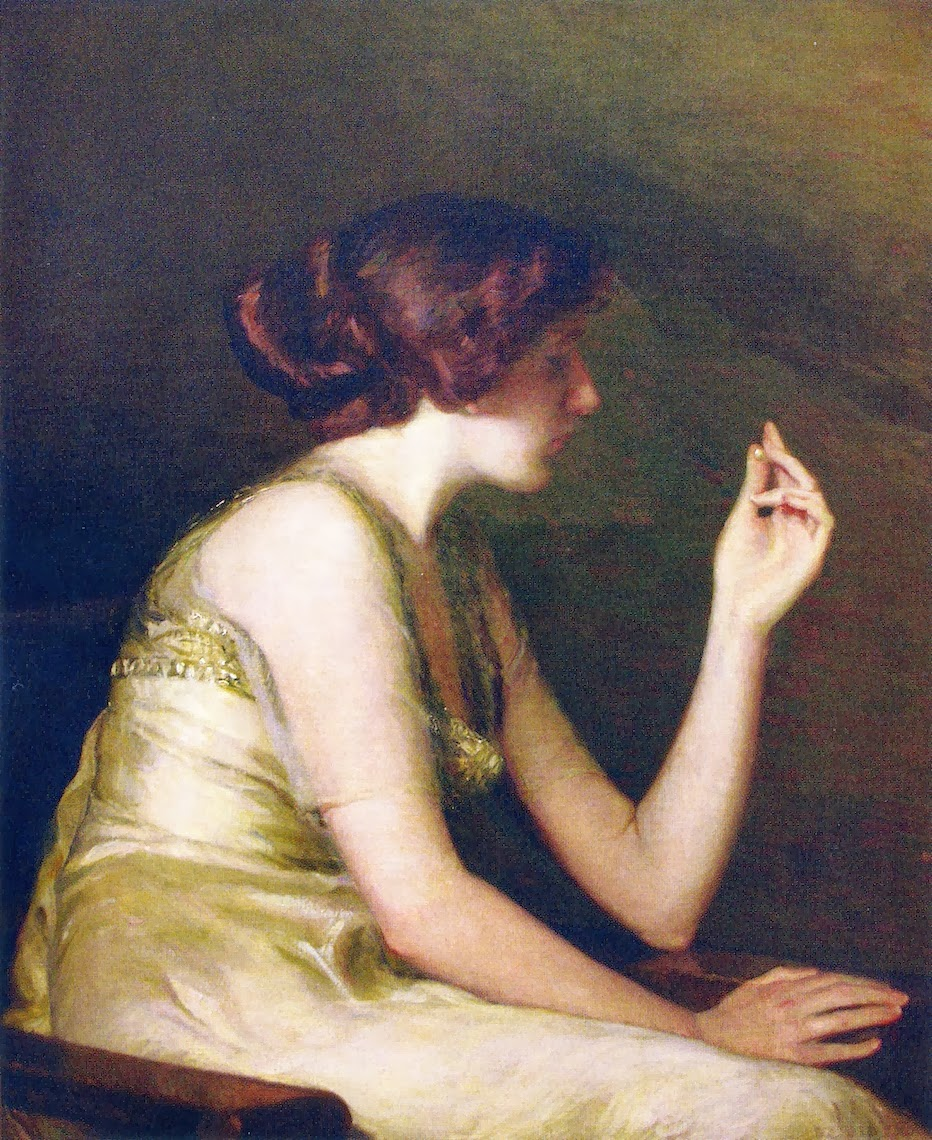
Lilla Cabot Perry - The Pearl

Em 1927, houve uma exposição em fevereiro na Galeria Gordon Dunthorne, ano em que ela também publicou um artigo na Magazine of Art, intitulado "Memórias de Claude Monet de 1889 a 1909". No ano seguinte, em 7 de maio de 1928, seu marido Thomas Sergeant Perry morreu devido à uma pneumonia. Após um período de luto, Lilla participou de uma exibição na Guilda de Artistas de Boston, organizada por ela mesma, em 1929 e novamente em 1931.

### Morte
Lilla Cabot Perry continuou pintando até sua morte em 28 de fevereiro de 1933, aos 88 anos. Suas cinzas e as de seu marido, que morreu em 1928, foram enterrados no Cemitério Pine Ridge, em Hancock, New Hampshire.

## Legado
As Galerias Hirschl & Adler fizeram uma retrospectiva do seu trabalho em 1969 e o Boston Athenæum fez uma exposição de seus quadros em março de 1982. Sua mistura de estéticas oriental e ocidental e suas sensíveis visões dos mundos femininos e naturais ofereceram contribuições estilísticas significativas para as escolas impressionistas americanas e francesas.
Sua defesa aberta do movimento Impressionista auxiliou para que outras artistas impressionistas, como Mary Cassatt, ganhassem maior visibilidade e aceitação de seu trabalho. Ela impulsionou as carreiras, nos Estados Unidos, de seu amigos Claude Monet e John Breck mostrando seus trabalhos e indicando seus nomes em galerias. Trabalhou lado a lado de Camille Pissarro, auxiliando em épocas de falta de dinheiro, vendendo seu trabalho para amigos e familiares nos Estados Unidos.

## Trabalhos selecionados

### Quadros
| Work                                        | Image | Date              | Collection                                                     |
| ------------------------------------------- | ----- | ----------------- | -------------------------------------------------------------- |
| Portrait of an Infant (Margaret Perry)      |       | 1877–1878         | Coleção particular                                             |
| The Beginner (Margaret with a violin)       |       | 1885              | University of Arizona Museu de Arte, Tucson, Arizona           |
| La Petite Angele, II                        |       | 1889              | Galerias Hirschl & Adler Inc.                                  |
| Margaret with a Bonnet (Margaret Perry)     |       | 1890              | Coleção particular                                             |
| Open Air Concert                            |       | 1890              | Museu de Artes, Boston                                         |
| Self-portrait                               |       | 1889-1896         | Terra Foundation for American Art, Chicago, Illinois           |
| A Stream Beneath Poplars                    |       | c. 1890-1900      | Hunter Museum of American Art, Chattanooga, Tennessee          |
| Angela                                      |       | 1891              | High Museum of Art, Atlanta, Georgia                           |
| Self Portrait                               |       | 1892              | Galerias Hirschl & Adler, Inc.                                 |
| Portrait of the Baroness von R.             |       | 1895              | Boston Harbor Hotel, Massachusetts                             |
| Haystacks, Giverny                          |       | 1896              | Coleção particular                                             |
| Portrait of Elsa Tudor                      |       | 1898              | National Museum of Women in the Arts, Washington, D.C.         |
| Mount Fuji with Gravestones                 |       | 1898–1901         | Fogg Art Museum, Harvard University, Cambridge, Massachusetts. |
| The Trio (Alice, Edith, and Margaret Perry) |       | 1898–1900         | Fogg Art Museum, Harvard University, Cambridge, Massachusetts  |
| A Cup of Tea                                |       | Início do séc. XX | Meuseu de Arte do Condado de Los Angeles, California           |
| En barque sur l'Epte à Giverny              |       | by 1900           | Museu do Louvre, Paris                                         |
| Lady in Black                               |       | 1905              | Museu de Arte Americana do Smithsonian, Washington, D.C.       |
| The White Bed Jacket                        |       | 1905              | Galerias Hirschl & Adler, Nova York                            |
| By the Brook, Giverny, France               |       | 1909              | Terra Foundation for American Art, Chicago, Illinois           |
| Lady with a Bowl of Violets                 |       | 1910              | National Museum of Women in the Arts                           |
| Lady in an Evening Dress (Renee)            |       | 1911              | National Museum of Women in the Arts, Washington, D.C.         |
| Portrait of William Dean Howells            |       | 1912              | Colby College, Waterville, Maine                               |
| The Black Hat                               |       | 1914              | Currier Museum of Art, Manchester, New Hampshire               |
| Portrait of Edwin Arlington Robinson        |       | 1916              | Colby College, Waterville, Maine.                              |
| A Snowy Monday                              |       | 1926              | The Cooperage, Hancock, New Hampshire, 1926                    |
| Boy Fishing                                 |       | 1929              | Casa Branca, Washington, D.C.                                  |
| Autumn Afternoon, Giverny                   |       | Sem data          | Terra Foundation for American Art, Chicago, Illinois           |
| The Cellist                                 |       | Sem data          | Coleção particular                                             |
| The Pink Rose                               |       | Sem data          | Coleção particular                                             |
| Reading                                     |       | Sem data          |                                                                |
| At the window                               |       | Sem data          | Coleção particular                                             |